# Егбелет ле Лак
Егбелет ле Лак (фр. Aiguebelette-le-Lac) насеље је и општина у источној Француској у региону Рона-Алпи, у департману Савоја која припада префектури Chambéry.
По подацима из 2011. године у општини је живело 244 становника, а густина насељености је износила 30,85 становника/km². Општина се простире на површини од 7,91 km². Налази се на средњој надморској висини од 471 метар (максималној 1.360 m, а минималној 372 m).

## Демографија
| 1861. | 1911. | 1946. | 1962. | 1968. | 1975. | 1982. | 1990. | 1999. | 2011. |
| ----- | ----- | ----- | ----- | ----- | ----- | ----- | ----- | ----- | ----- |
| 314   | 215   | 177   | 122   | 122   | 138   | 149   | 170   | 191   | 244   |

График промене броја становника у току последњих година